# Andrzej Trautman
Andrzej Mariusz Trautman (né le 4 janvier 1933 à Varsovie) est un physicien mathématicien polonais qui travaille sur la gravitation classique en général et la relativité générale en particulier.
Il contribue à la gravitation dès 1958. La "masse Trautman-Bondi" porte son nom.

## Biographie
Trautman est né à Varsovie, en Pologne, dans une famille d'artistes. Son père, Mieczysław, est peintre et enseigne le dessin dans une école secondaire de Varsovie. Sa mère, Eliza Trautman (née André), est française, bien qu'elle soit née en Espagne, où son père, Marius André, travaille comme officier consulaire français. Sa scolarité, au niveau élémentaire, est interrompue par l'Insurrection de Varsovie de 1944. Après avoir passé une dizaine de mois en Allemagne, il revient, avec sa mère (son père est mort en 1941) en Pologne. À l'automne 1945, ils se rendent tous les deux à Paris, pour y séjourner avec leur famille. En France, Trautman fréquente une école secondaire polonaise dont il est diplômé en 1949 et retourne en Pologne peu de temps après.
Au cours des années 1949-1955, il étudie l'ingénierie radio à l'École polytechnique de Varsovie. Après avoir obtenu une maîtrise sous l'influence du professeur de physique théorique de Warsaw Tech, Jerzy Plebański, il poursuit ses études supérieures dans le groupe de Leopold Infeld à l'Institut de physique théorique de l'Université de Varsovie. Cet Institut devient son lieu permanent d'étude et de travail. Il obtient en 1959 un doctorat à l'Institut de physique de l'Académie polonaise des sciences à Varsovie.
Trautman et Ivor Robinson découvrent une famille de solutions exactes de l'équation du champ d'Einstein, les ondes gravitationnelles de Robinson-Trautman.
En 1981, Trautman est membre fondateur du Conseil culturel mondial.